# The White Aprons
The White Aprons è un cortometraggio muto del 1912 diretto da Étienne Arnaud.

## Produzione
Il film fu prodotto dalla Eclair American

## Distribuzione
Distribuito dalla Motion Picture Distributors and Sales Company, il film - un cortometraggio in una bobina - uscì in sala il 4 aprile 1912.